# Austrolimnophila robinsoni
Austrolimnophila robinsoni är en tvåvingeart som beskrevs av Alexander 1958. Austrolimnophila robinsoni ingår i släktet Austrolimnophila och familjen småharkrankar.
Artens utbredningsområde är Madagaskar. Inga underarter finns listade i Catalogue of Life.